# Nanumaga
Nanumaga nebo též Nanumanga je ostrov, atol a oblast ostrovního státu Tuvalu.

## Poloha a charakter území
Ostrov s rozlohou kolem 3 km² má tvar vejce. Má tři laguny, z nichž největší - Vaiatoa se skládá ze čtyř ostrovů. Rostou zde mangrovníky a suchá vegetace.
Na ostrově jsou dva mysy - severní Te Kampapa a jižní Te Papa.
Při sčítání v roce 2002 zde žilo 589 obyvatel.
Na západě ostrova jsou dvě vesnice, Tonga (308 obyvatel) a Tokelau (281 obyvatel).

## Objev podmořské jeskyně
V roce 1986 byla na severním pobřeží dvěma potápěči pátrajícími po místní legendě „velkého podmořského domu“ objevena jeskyně pod hladinou moře více než 40 metrů hluboko ve stěně korálového útesu. Tmavá místa na stropě a stěnách a začerněné úlomky korálů ukazují na používání ohně pradávnými obyvateli.
Poslední doba, kdy mohla být jeskyně obývána díky nízké hladině moře se datuje před více než 8000 lety. Dodnes předpokládaná doba osídlení Tichého oceánu je před 6000 lety.